# 四ッ谷式Cyber Project
四ッ谷式Cyber Project（よつやしきサイバープロジェクト）は、かつて存在したAM神戸（現 ラジオ関西）のアニラジ枠、およびかつて存在したインターネットラジオサイト及びテレビ番組。略称四ッ谷式。

## 概要
AM神戸などで「流星野郎のゲーム業界裏情報」「流星野郎のGAME MAX」「川上とも子のメサCANネットワーク」「川上とも子のうさぎのみみたぶ」「もっこりON AIR」などのディレクターをしていた中山幸孝が代表取締役を務める有限会社コーズ・プランニングが制作を行っていた。
当時、同社にはラジオディレクター・斉藤Kが所属しており、四ッ谷式にたびたび出演していた。

## 地上波
AM神戸で2000年10月〜2001年12月、月曜日〜金曜日の帯枠、深夜24:30〜25:00（翌日00:30〜01:00）に「四ッ谷式Cyber Project」が放送された。また、「四ッ谷式Cyber Project EX」という番組も制作され、こちらはAM神戸だけではなく文化放送でも放送された。
2000年10月以前にも、「四ッ谷式Cyber Project」というタイトルの番組も存在した。提供はPCソフト等の開発を行っていたオーツー（後にライツに社名変更）。
同一スポンサーの帯番組という、アニラジでは珍しい形を取っていたが、オーツーから社名を変更したライツの倒産の影響もあって、2002年12月で枠は消滅。「川上とも子のうさぎのみみたぶ」以外の番組は終了し、全ての番組をネットに移行し、4月からインターネットラジオ「四ッ谷式Cyber Project」で配信が開始された。

### 各曜日の番組
2001年4月〜
- 四ッ谷式Cyber Project（24:30〜25:00）
  - 月曜日：かないみかのぴんくドラゴン （かないみか）
  - 火曜日：野川さくらのHAPPY♪プリン （野川さくら）→千葉紗子のまったり★ぱんち （千葉紗子） 〜2001年3月：内川藍維のやさしくしてね （内川藍維）
  - 水曜日：かかずゆみの輝け!大和魂!! （かかずゆみ） 〜2001年3月：柳原みわのウルトラチョッププロテイン （柳原みわ）
  - 木曜日：小林由美子のミラクル!!しゅびっち!! （小林由美子）
  - 金曜日：川上とも子のうさぎのみみたぶ （川上とも子）
- 四ッ谷式Cyber Project EX（25:00〜25:30・文化放送は26:30〜27:00）
  - 金曜日：みかととも蔵のわくわくたまご （かないみか・川上とも子）→とも蔵・由美子のねいちゃあ☆ぽけっと （川上とも子・小林由美子）
- Lazy Junk Night（日曜27:45〜28:15）→（日曜27:30〜28:00）

※JJ中山（中山幸孝）・斉藤K・やまけん・川上とも子ら出演のフリートーク番組。四ッ谷式の扱いではないが同じスタジオで収録しており本家パーソナリティの話題も多く出ている。
アシスタントパーソナリティ
野川さくらのHAPPY♪プリン放送時、四ッ谷式の全番組でディレクターを務める斉藤Kが、アシスタントパーソナリティとして全番組に出演していたことがあった。
これは、当時ラジオパーソナリティとして経験が不足していた野川さくらを手助けするために取られた処置であるが、一つの番組でのみ斉藤Kが喋るのはおかしいと感じたのか、全ての番組に出演するという事態になった。
尚、斉藤Kの出演期間は野川さくらのHAPPY♪プリン終了までであり、同番組終了と共に元のディレクターのみに専念することとなった。これには一部斉藤Kファンから残念だというお便りが届いたという。
また、地上波時代（後期）には、日替わりの帯番組ということもあり前日の放送を務めるパーソナリティが、翌日の放送を務めるパーソナリティに一言メッセージを送るというコーナーがあった。（金曜日の場合は、翌週月曜日）これは前日のパーソナリティのメッセージを録音し、翌日のパーソナリティが聴いて感想を言うというシンプルなコーナーだったが、斉藤Kがアシスタントパーソナリティとして全ての番組に出演していた時期は、斉藤Kがメッセージを預かり、口頭で伝えるという形式を取っていた。
エンディングテーマ
地上波時代
- 月曜日 キャラメル（かないみか）
- 火曜日 そよ風のロンド（野川さくら）
- 水曜日 笑顔のwiper（かかずゆみ）→熱風ライオン（かかずゆみ）
- 木曜日
- 金曜日 とも蔵のテーマ〜ともぞーがきたぞー〜（川上とも子）

## インターネットラジオ
2002年4月開始。地上波からの移行直後は試験運用と言うこともあり無料配信であったが、その後課金制に切り替わった。
1ヶ月契約で1000円、3ヶ月契約で3000円となっており、3ヶ月契約のリスナーには特典が付いていた。
第一弾は番組主題歌CD（後述）であり、第二弾は出演者全員が集合した絵柄のテレホンカードだった。第三弾まで計画されたが、特典の制作担当と発注先の業者との間にミスが発生し、結局第二弾以降の特典がリスナーの手に届くことはなかった。
一部の番組はAM神戸などで地上波放送されていた（必ずしもAM神戸とは限らなかった）。AM神戸には、四ッ谷式の番組を月替わりで放送する枠があり、四ッ谷式の姉妹コンテンツの一つ、「Voice Stream」と同じ名をした番組であった。
また、1ヶ月ごとに四ッ谷式及びVoice Streamで配信されている番組の中から一つ番組を選び無料で放送したことがあった。特に無料放送をする順番に規則性などはなかったが、中には無料では放送されなかった番組もあった。
2003年8月、コーズの倒産を受けてほぼ全ての番組がラムズの展開するアニスタTVへ移行。2004年4月、コーズからアニスタに移籍していたやまけん（本名：山本健司）が、アニスタから独立する形で音泉を立ち上げ、アニスタに移行していた旧四ッ谷式Cyber Projectの番組も音泉に再移動した。

### 四ッ谷式Cyber Projectとしての配信
- かないみかのぴんくドラゴン （かないみか）
- 内川藍維のやさしくしてね （内川藍維）
- 柳原みわのウルトラチョッププロテイン （柳原みわ）
- 小林由美子のミラクル!!しゅびっち!! （小林由美子）
- 川上とも子のうさぎのみみたぶ （川上とも子）

#### 無料コンテンツ
- かないみかのももいろどらごん （かないみか・アニメ伊藤）

#### 有料コンテンツ
- かないみかのぴんくドラゴン （かないみか）
- 真田アサミののんびり最中 （真田アサミ）
- 氷上恭子のきょうこー突破 （氷上恭子）
- 千葉紗子のまったり★ぱんち （千葉紗子）
- かかずゆみの輝け! 大和魂!! （かかずゆみ）
- 千葉千恵巳のthe Spell on the doll （千葉千恵巳）
- 小林由美子のミラクル!!しゅびっち!! （小林由美子）
- 神崎ちろのちゅるりら万博 (神崎ちろ)

#### ラジオ以外の有料コンテンツ
- 掲示板

リスナー参加型の掲示板。番組の感想以外にも、雑談や要望等に使われていた。アニラジの掲示板にしては珍しく、荒れることがほとんど無かったが、さすがにコーズ倒産による番組終了が発表された際は騒ぎとなり、抗議する者、それを宥める者と混乱が生じた。
- チャットルーム

リスナー参加型のチャットルーム。チャットルームの設置はサーバーに著しい負荷を与えるため、他のインターネットラジオでは時間限定、そもそも設置をしないということが多いのだが、四ッ谷式のチャットルームは常時開放されており、夜になれば必ずリスナーが集まってお喋りをする人気の場だった。
時々、管理人というH.N.でWebマスター兼番組ADを務めるコーズの社員が入室することがあり、チャット参加者と雑談をしたりと交流を深めた。
この交流を通してコーズの内情、実状を知りうることが出来た参加者も数多くいる。
また、このチャットとは別に一度、特別チャットルームなるものが開かれたことがあった。これは、千葉紗子のまったり★ぱんちの番組企画として行われた試みであり、番組パーソナリティの千葉紗子とチャットで会話が出来るというものだった。こちらのほうは予め番組に応募したリスナーのなかから抽選で選ばれた者のみが参加できる仕様となっており、100名ほどのリスナーが参加した。

### Voice Streamとしての配信
- 川上とも子のうさぎのみみたぶ
- 高橋美紀のおんぷの気持ち♪
- ハイライフ・ZERO
- 庄ちゃん島ちゃんのうたたねパンティ
- 吉田小南美のAngeblanc

### 恋のMathematics
四ッ谷式全番組共通のオープニングテーマソング。四ッ谷式途中参加の神崎ちろを除く各曜日のパーソナリティー全員で歌っている。（神崎ちろのちゅるりら万博でもオープニングに使用はされている）
2002年3月期、つまり課金制となってからの最初の3ヶ月契約特典として、エンディングテーマソングである真夜中のハラショ！ともにフルバージョンが収録されたCDが作成された。このCDには、各番組のパーソナリティによるコメントと番組紹介がおまけとして収録されている。
両テーマソングの制作経緯としては、地上波時代の四ッ谷式各番組にはそもそもオープニングテーマソングが存在せず（BGMは存在したが、歌ではなかった）エンディングテーマソングは各パーソナリティが歌う声優ソングであった。しかし、ネットに移行したことで権利上の問題でこれを使用し続けることが出来なくなり、しばらくはオープニング・エンディング共に曲のない簡素なものとなった。さすがにこれはまずいと感じたのか、リスナーからの意見も踏まえ、全番組共通のテーマソングが制作されることとなった。

## Cyber Project TV
2001年4月〜2001年9月の間に独立UHF局とCSで放送された、「四ッ谷式 Cyber Project」を中心とした情報番組。司会は川上とも子・小林由美子・野川さくらの三人。斉藤K自身も何度か出演していた。声優が顔出しで出演する数少ない地上波番組のうちの一つだった。
内容は、
- オーツー製作のゲームの紹介（四ツ谷式の声優が多数出演していた）
- 「四ッ谷式 Cyber Project」の出演声優とのラジオブースでの対談
- "Cyber"をキーワードに、ゲーム・ネット関係の企業や素人クリエーターの紹介
- 司会三人がテーマを決めてイラストを描き、比べあっての勝負

など。

## 幻の番組
神崎ちろのちゅるりら万博がはじまる前に、四ッ谷式のHPでは、声優の福井裕佳梨をパーソナリティとした新番組を開始すると発表した。福井裕佳梨は当時売り出し中の声優であり、この抜擢によるリスナー増加が期待されたが、突如として番組の放送中止が発表された。前述のチャットルームにてリスナー兼チャット参加者がWebマスターであるコーズの社員に問いただしたところ、既に番組は開始寸前だったのが、直前にスケジュールが合わなくなり、やむなく中止となった、とのことである。

## コンテンツ終了までの経緯
まず始めに、コーズが倒産する数ヶ月前に四ッ谷式全番組のディレクター及び構成作家を務める斉藤Kが四ッ谷式とは関係のないイベント上で、コーズ・プランニングからの離脱を宣言。これは、コーズとしても寝耳に水だったようで、イベント会場に居合わせた四ッ谷式リスナーからの問い合わせメールで初めて知ったという社員もいた。この時点で、コーズは慢性的な人手不足に陥ることとなり、Voice Stream開始により増えすぎた番組を運営する能力に欠けていたと言われる。これに対しコーズは、斉藤Kの後任として彼の先輩で、同じくラジオディレクターであった筒井武にディレクターを頼むことでその場を凌いだ。
しかし、Voice Streamと合わせ13番組もあるのに対し、有料会員の契約者は増えず、3ヶ月契約特典の度重なる遅延などから不信感を強めた会員の解約などが相次ぎ、既に会員制コンテンツとしては成り立たなくなっていた。
それでも、一縷の望みを掛け外部から人を雇うなどの手配を進めていたコーズであったが、2003年8月に全サービスの終了を発表した。
この時、倒産の主な原因の一つにオーツー、ライツ時代に作った借金をコーズが引きずっていたと言うことを、Webマスターがチャット参加者に漏らしている。
予期されたいとはいえ、終了宣言を前にリスナーは混乱し、コーズが入っているビルに抗議に行くという者が掲示板で参加者を集うなどの事態が生じた。これに対し、ある程度事情を知るチャット参加者などは冷静に激発を抑えたが、Webマスターが「既にコーズのあったビルには別の会社が入っている」と説明したため、実行に移されることはなかった。（ちなみにコーズの跡地に入った会社とは、声優事務所のラムズである）
その後、四ッ谷式内で放送されていた番組のうち、一部の番組は上記の通りラムズが展開するアニスタTVへと移行したが、中には移行せず終了される番組もあった。
尚、2007年現在、地上波の四ッ谷式Cyber Project時代から続いている番組は、「かかずゆみの輝け! 大和魂!!」と「川上とも子のうさぎのみみたぶ」の二番組のみである。（共に音泉で放送中）

## 事件
- 2001年12月30日放送のLazy Junk Nightにおいて前半15分で放送が終了するハプニングが起きた。翌週、AM神戸女性局員の謝罪が流れ、前週と今週分の1時間放送となった。（その後中山は1時間化計画作戦成功と喜び、斉藤は局員がレイジーをレジーと言ったことに対しつっこみを入れていた。）
- 2003年に使用していたパソコンがウイルスに感染し有料会員全員にウイルス付きメールを送信する不祥事を起こした。